# Jean Bégault
 (février 2021).
Si vous disposez d'ouvrages ou d'articles de référence ou si vous connaissez des sites web de qualité traitant du thème abordé ici, merci de compléter l'article en donnant les références utiles à sa vérifiabilité et en les liant à la section « Notes et références ».
Jean Bégault, né le 22 mars 1921 à Doué-la-Fontaine et mort le 21 février 2007 dans la même commune, était un homme politique français.

## Biographie
Rosiériste et pépiniériste de profession, il entre au conseil municipal de Doué-la-Fontaine lors des élections municipales de 1959 et en devient le maire après le scrutin de 1965.
En 1973, il est candidat du Mouvement réformateur dans la 4e circonscription de Maine-et-Loire et affronte notamment le député gaulliste sortant Robert Hauret. Il bat ce dernier au second tour avec 51,81 % des suffrages exprimés.
À l'Assemblée nationale, il siège au sein du groupe des réformateurs démocrates sociaux puis des réformateurs, centristes et démocrates sociaux et intègre la commission de la production et des échanges. Réélu dès le premier tour lors des législatives de 1978, il prend alors place sur les bancs du groupe UDF.
Largement reconduit dans ses fonctions en 1981, il se représente en 1986 et figure en cinquième position sur la « liste d'Union de l'opposition pour le Maine-et-Loire » conduite par Jean Foyer (RPR), l'élection se déroulant pour la première et unique fois au scrutin proportionnel par liste départementale. La liste RPR-UDF remporte 55,72 % des voix et 5 des 7 sièges à pourvoir. Il obtient alors un quatrième mandat consécutif.
Avec le retour du scrutin majoritaire par circonscription en 1988, il est de nouveau candidat dans la 4e circonscription et remporte une nouvelle fois le scrutin dès le premier tour. En 1993, il arrive largement en tête du premier tour et devance le candidat RPR Jean-Pierre Pohu. Ce dernier se retire de la course et Jean Bégault est le seul à se présenter aux suffrages des électeurs lors du second tour : il décroche ainsi un sixième mandat et son meilleur score pour une élection législative avec 100 % des suffrages.
Réélu premier édile de Doué-la-Fontaine en 1971, 1977, 1983 et 1989, il annonce se retirer de ses fonctions de maire en janvier 1995. Soutenant la liste conduite par son dauphin désigné et son ancien adjoint, François Alaux, il voit cependant la défaite de celle-ci au second tour à l'issue d'une triangulaire remportée par Jean-Pierre Pohu. 
Deux ans plus tard, il quitte aussi son mandat de député et adoube Louis Robineau, son suppléant depuis 1973, comme successeur. Talonnant de très près le candidat RPR et devançant de quatre points celui des Verts au premier tour, il ne parvient cependant pas à se faire élire au second, battu par Jean-Michel Marchand, maire écologiste de Saumur.
Au cours de sa carrière professionnelle, il est par ailleurs président national de la Fédération des rosiéristes et vice-président de la Chambre d'agriculture de Maine-et-Loire.
Le 21 février 2007, Jean Bégault trouve la mort dans un accident de voiture à Doué-la-Fontaine, la commune dont il a été le maire durant trois décennies.

## Détail des fonctions et des mandats
Mandats parlementaires
- 11 mars 1973 - 2 avril 1978 : Député de la 4e circonscription de Maine-et-Loire
- 12 mars 1978 - 22 mai 1981 : Député de la 4e circonscription de Maine-et-Loire
- 14 juin 1981 - 1er avril 1986 : Député de la 4e circonscription de Maine-et-Loire
- 16 mars 1986 - 14 mai 1988 : Député de Maine-et-Loire
- 5 juin 1988 - 1er avril 1993 : Député de la 4e circonscription de Maine-et-Loire
- 28 mars 1993 - 21 avril 1997 : Député de la 4e circonscription de Maine-et-Loire

Mandats locaux
- mars 1959 - mars 1965 : Conseiller municipal de Doué-la-Fontaine
- mars 1965 - mars 1971 : Maire de Doué-la-Fontaine
- mars 1971 - mars 1977 : Maire de Doué-la-Fontaine
- mars 1977 - mars 1983 : Maire de Doué-la-Fontaine
- mars 1983 - mars 1989 : Maire de Doué-la-Fontaine
- mars 1989 - juin 1995 : Maire de Doué-la-Fontaine

## Décorations
- Chevalier de la Légion d'honneur (31 décembre 1998)
- Chevalier de l'Ordre national du Mérite
- Officier des Palmes académiques
- Officier du Mérite agricole
- Médaille d'or de l'Éducation physique